# Szeligi-Kolonia
Szeligi-Kolonia [pronunciación en polaco: /ʂɛˈliɡi kɔˈlɔɲa/] es un pueblo ubicado en el distrito administrativo de Gmina Zambrów, dentro del condado de Zambrów, Voivodato de Podlaquia, en el noreste de Polonia.